# Codificaciones de caracteres KOI
KOI es una familia de codificación de caracteres de 8-bit para el alfabeto cirílico, también conocida como KOI8, KOI 8' y KOI-8. El nombre es la acrónimo de Kod Obmena Informatsiey (Код Обмена Информацией) que significa "Código para el Intercambio de Información" en ruso.
Son miembros de esta familia:

## KOI-7
La codificación KOI original (1967) era una página de códigos de 7 bits llamada KOI-7 (КОИ-7), que no contenía letras minúsculas. En KOI-7, los códigos de las 31 o 32 letras rusas se ordenan según las letras latinas. Otros puntos de código son los mismos que en ASCII (sin embargo, el signo de dólar $ (punto de código 24hex) puede ser reemplazado por el signo de moneda universal ¤).

## KOI-8
KOI-8 (КОИ-8), estandarizado en 1974 por GOST 19768, es una extensión de ASCII de 8 bits. Originalmente solo incluía 32 letras rusas en minúsculas y 31 en mayúsculas.
Los derivados posteriores de KOI-8 constituyen la familia de codificaciones conocidas como KOI8, KOI 8 y KOI-8.
Los miembros de la familia son:
- KOI8-R para codificar el ruso (y el búlgaro)
- KOI8-RU para codificar el ruso, bielorruso y el ucraniano
- KOI8-U para codificar el ucraniano
- KOI8-T para codificar el tayiko
- KOI8-CS para codificar el checo y el eslovaco